# 진영 (프로게이머)
진영(본명: 서진영, 2000년 5월 23일 ~ )는 대한민국의 리그 오브 레전드 프로게이머로 아이디는 Jin0이다. 포지션은 정글러이다. 과거 Ganknam이라는 아이디를 사용하기도 했다.

## 선수 생활
2019년 5월, 팀 다이나믹스에 입단하면서 프로 커리어를 시작했다. 서머 시즌 팀의 주전 선수로 활동하면서 팀의 챌린저스 우승에 기여했다.
2020시즌을 앞두고 엘리먼트 미스틱에 입단했다. 스프링 시즌 팀의 주전으로 활동했다. 서머 시즌에서는 후보 선수로 활동했다.
2021시즌을 앞두고 프레딧 브리온의 2군팀에 합류했다. 2021시즌 중 소환사명을 기존의 지노에서 진영으로 변경했다. 2021시즌 종료 후 팀에서 퇴단했다.

## 수상 내역
- 리그 오브 레전드 챌린저스 코리아 서머 2019 우승